# Erik B. Smith
Erik Brünnich Smith (født 28. juni 1939 på Frederiksberg) er en dansk gestaltterapeut, skolemand og forhenværende politiker.
Han er søn af civilingeniør Paul Granli Smith og hustru Kirsten født Brünnich. Han tog realeksamen fra Nykøbing Katedralskole i 1957 og arbejdede som revisorassistent. Udsigten til jobbet som revisor var dog ikke tillokkende, og derfor læste Smith til studentereksamen på aftenkursus. 1962 fik han studentereksamen og blev cand.jur. i 1967. Dernæst var Smith ansat i seks år ved Lolland-Falsters Stiftamt. I 1974 blev Smith rektor for Den Sociale Højskole i København, hvilket han var til 1989.
Smith har gennemført Forvaltningshøjskolens lederuddannelse og er uddannet ved Gestaltterapeutisk Institut i Skandinavien og Los Angeles Gestalt Institut. Han blev i 2013 cand.mag. i filosofi. Fra 2002 var han formand for Psykoterapeutforeningen.
Fra 1979 til 1994 sad Smith i Folketinget for Socialdemokratiet. Han har været medlem af Rigsretten og Landsskatteretten.
Han blev gift 11. oktober 1974 med Aukje Bohmers (10. august 1940 i Mikulov, Tjekkoslovakiet). Ægteskabet blev senere opløst.